# Chutes du Maletsunyane
Les chutes du Maletsunyane sont une chute d'eau du Lesotho.

## Caractéristiques
Les chutes sont situées à proximité de la ville de Semonkong, dans l'ouest du Lesotho, à cheval sur les districts de Metefeng et Maseru, sur le cours du Maletsunyane.
Elles ont notamment servi de décor lors de la demi-finale de la saison 7 de Pékin Express (version française).
Les chutes consistent en un unique saut de 192 m de hauteur.